# Оринко Ігор Сергійович
Ігор Сергійович Оринко (нар. Харківська область) — український військовослужбовець, полковник 22 ОБ Національної гвардії України, учасник російсько-української війни. Лицар ордена Богдана Хмельницького III ступеня (2022).

## Життєпис
Ігор Оринко народився на Харківщині.
Від 2021 року — командир 22-го окремого батальйону Національної гвардії України.
Під час повномасштабного російського вторгнення в Україну 2022 року був учасником оборони Чернігова.

## Нагороди
- орден Богдана Хмельницького III ступеня (10 березня 2022) — за особисту мужність і самовіддані дії, виявлені у захисті державного суверенітету та територіальної цілісності України, вірність військовій присязі[3].

## Військові звання
- полковник (2022);
- підполковник (на 10.3.2022).